# カン食い虫
カン食い虫（かんくいむし）は、プレス機を内蔵した屋外設置型の空き缶回収装置。
筐体は自動販売機とほぼ同サイズ（現在のものよりは小さい）で、空き缶を投入すると、内蔵されたプレス機が作動し、缶は圧縮されて回収される。表面にはムカデのような虫の絵が描かれており、子供が遊びながら缶を拾い集めることを狙っていたようである。
空き缶の散乱防止と資源の回収を目的として1980年代までに多く設置されたものの、アルミ缶の登場により素材別に回収する必要性が生じたことや、異物の投入などによる故障が絶えず、次第に姿を消していった。